# Socialista de xampany

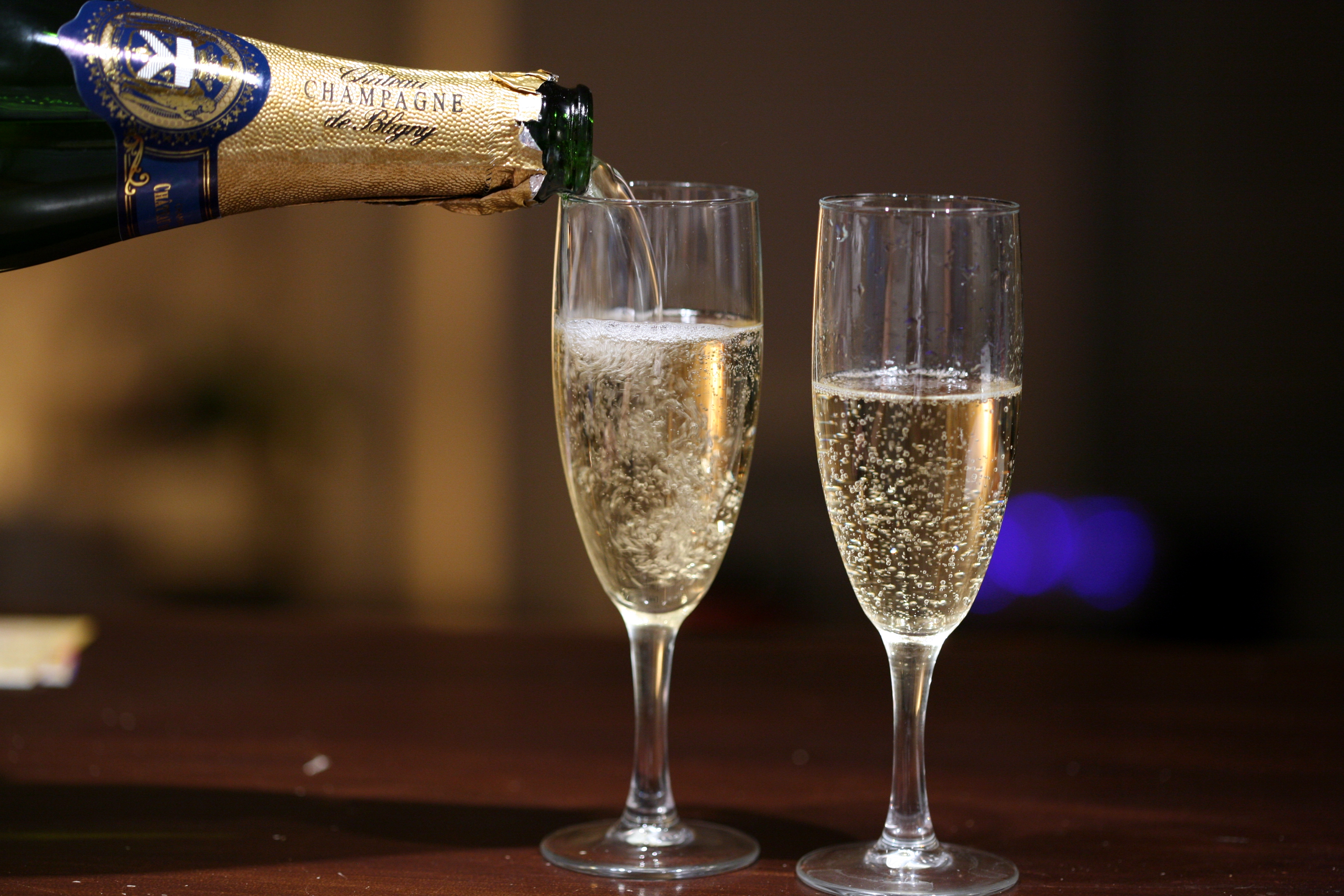
La referència al xampany com a símbol d’opulència s’utilitza per ridiculitzar els esquerrans burgesos

Socialista de xampany és un terme polític originari del Regne Unit. És un epítet popular que implica un cert grau d'hipocresia i està estretament relacionat amb el concepte de l'elit liberal. La frase s'utilitza per descriure socialistes autoidentificats amb luxosos estils de vida de classe mitjana alta o "preppy", que inclouen metonímicament el consum de xampany, i contradiuen les seves conviccions polítiques.

## Regne Unit

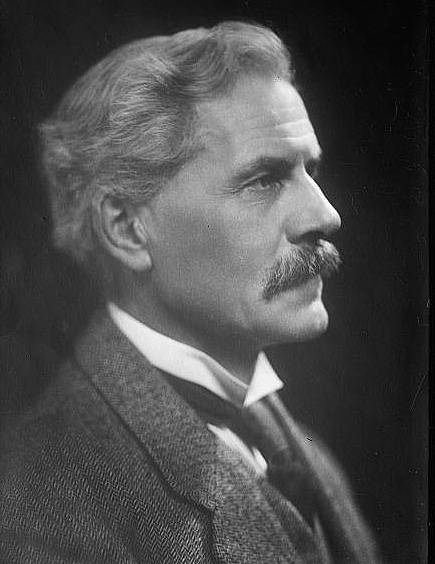
El primer ministre britànic Ramsay MacDonald

El terme ha estat utilitzat pels comentaristes d’esquerres per criticar les opinions centristes. Alguns esquerrans tradicionals consideren el primer primer ministre laborista Ramsay MacDonald com un "socialista xampany" que va trair el moviment laborista. L'estil de vida fastuós de MacDonald i la seva barreja amb l'alta societat se suposa que va ser una influència corrompuda que va conduir a la fi del govern laborista el 1931 i a la formació eventual del govern nacional. Més recentment, l'epítet s'ha dirigit als partidaris del moviment nou laborista que va portar Tony Blair al poder el 1997.
En un article sobre l'assaig d'Oscar Wilde de 1891 "L'ànima de l'home sota el socialisme", el comentarista polític Will Self va expressar la seva opinió que Wilde podria ser considerat un socialista de xampany primerenc a causa del seu estil de vida estètic i la seva inclinació socialista.
L'escriptor i simpatitzant laborista John Mortimer, quan va ser acusat de ser un socialista de xampany, va dir que preferia que se'l considerés "més un bolxevic de Bollinger".
A la sèrie de televisió de culte Absolutely Fabulous (sèrie 4), capítol 1 ("Parralox"), a Saffron se li ofereix una feina amb New Labor. Mentre té problemes per evitar ser vista com a socialista de xampany, la seva àvia, la Sra. Monsoon considera que la família és "bolxevic bolly".
L'etiqueta també s'ha aplicat al polític laborista Geoffrey Robinson, diputat a causa de la seva gran fortuna personal. La cantant Charlotte Church s'ha descrit a si mateixa com a "prosecco socialista", referint-se a la creixent popularitat i la gamma de preus més baixos dels vins escumosos que no són xampanys com el prosecco i el cava.
Al Regne Unit, el terme és sovint utilitzat pels crítics de dretes per menystenir els opositors polítics més progressistes. Aquest argument afirma que el socialista de xampany defensa idees d'esquerres mentre gaudeix d'un estil de vida luxós; un exemple podria incloure els partidaris del Partit Laborista que viuen estereotípicament a l'interior de Londres i consumeixen mitjans de classe alta.
Aquest ús del terme ha estat criticat per l'escriptor i emissor Caitlin Moran com un argument fal·laç, perquè afirma que suposa que només els pobres poden expressar una opinió sobre la desigualtat social.

## Austràlia i Nova Zelanda
A Austràlia i Nova Zelanda, es va utilitzar la variant "Chardonnay socialista", ja que Chardonnay era vist com una beguda de gent benestant. A finals de la dècada de 1990, el chardonnay havia esdevingut més fàcilment disponible i es consumia generalment a Austràlia; avui és la varietat de vi blanc més dominant produïda al país. Com a resultat, l’associació de la beguda amb l'elitisme s’ha esvaït.
Els "veritables creients" d'esquerres australians van utilitzar el terme contra els partidaris del referèndum fallit de la república de 1999, on el vot no es va dividir seguint les línies convencionals del partit, sinó en les divisions socioeconòmiques. Els rics van donar suport aclaparadorament al canvi; mentre que s'hi oposaven els menys benestants. Els australians d'extrema dreta també van utilitzar el terme per burlar-se dels que donaven suport al que consideraven "benestar de la classe mitjana": finançament governamental per a les arts, educació terciària gratuïta i la cadena de comunicació ABC.

## Estats Units
Current Affairs va publicar un article alegre amb una caricatura política d’hostes en una reunió marxista vestida amb vestits elegants i prenent xampany. L'argument central era que el consum evident no era intrínsecament antitètic als valors d'esquerres, sempre que els luxes es compartissin per igual. Com deia la revista: "Quan diem que els deixin menjar pastís, ens posem seriosos: hi ha d'haver pastís, ha de ser un pastís bo i ha de ser per tots. La raó per la qual Maria Antonieta necessitava ser decapitada no era que desitgés pastís als pobres, sinó que en realitat mai els en donava cap de pastís".

## Altres termes relacionats
El terme és àmpliament similar als termes americans "Learjet liberal", "limousine liberal " o "latte liberal", i a expressions en altres llengües com el castellà izquierda caviar, el francès gauche divine, el salonsozialista alemany, el portuguès Esquerda Caviar, l'italià Radical chic i el polonès kawiorowa lewica. Altres termes relacionats inclouen "Hampstead liberal", "Gucci socialista", "Gucci comunista", "Neiman marxista", "caixmir comunista", a Irlanda "socialista de salmó fumat", i a les Filipines "comandos de bistec".